# Том Берк
Томас Едвард Берк (енгл. Thomas Burke; Бостон, Масачусетс САД 15. јануар 1875 — Бостон, 14. фебруар 1929) је амерички атлетичар учесник Олимпијских игара 1896. и победник у дисциплинама на 100 м и 400 м.
Берк је као студент Бостонског универзитета био познат као тркач на 400 метара и 440 јарди, а власник је титуле првака ААУ (Аматерска Атлетска Унија) на 440 јарди за 1895. годину. Са том репутацијом отишао је на прве модерне Летње олимпијске игре у Атини.
Иако није био спринтер неочекивано се пријавио за трку на 100 м. Осим тога стартовао је ниским стартом, што је у Европи био неуобичајен у то време. Победио је а његово време у обе трке било је испод 12,00 секунди, у предтакмичењу 11,8 и у финалу 12,00. 
На истом такмичењу победио је и у трци на 400 м. Био је први у обе трке са резултатом у предтакмичењу 58,4 и финалу 54,2. 
У наставку каријере Берк је трчао дуже дистанце. Постао је првак ИЦ4А (ICAAAA - Intercollegiate Association of Amateur Athletes of America Међууниверзитетска асоцијација и аматерска атлетика Америке) на 440 јарди и 880 јарди за 1897. Био је један од иницијатора за одржавање Бостонског маратона 1897. инспирисан маратонском трком на олимпијским играма. 
Берк је постао правник, радећи повремено као спортски новинар и атлетски тренер.